# 虎牙光揮
虎牙 光揮（、1975年1月16日 - ）は、日本の俳優である。福島県会津若松市出身。東京とロサンゼルスの2拠点で活動している。体重65キログラム。

## 略歴
16歳からボクシングをはじめ、元世界チャンピオンの鬼塚勝也の付き人としてサポート、世界戦のセコンドにも付く。
2000年にNIKEのオールアジア・オセアニアモデルとしてデビュー。
2001年、映画『殺し屋1』で俳優デビュー。俳優としては主に映画を中心に活動している。
2003年には日本人としては2人目となるリーバイスのオール・アジア・コマーシャルのメインキャラクターに抜擢された。
2014年、ジャパンアクションアワード・ベストアクション男優賞を受賞。
2015年から活動の幅をアメリカに広げるために渡米。

## 人物
特技はボクシング、キックボクシング、ブラジリアン柔術、空手、乗馬、殺陣、サッカー。趣味は洗濯、バイク、スノーボード、カートレース。
プロボクサーライセンスや空手三段、居合道、抜刀道、ブラジリアン柔術青帯、ボクシングトレーナー、修斗トレーナーなど多くの資格を保持している。

## 受賞歴
- ジャパンアクションアワード ベストアクション男優賞『BUSHIDOMAN』（2014年）

## 出演

### 映画
(注記のない日付は日本公開日)
- 殺し屋1（2001年12月22日 監督：三池崇史）-　ヤクザ役
- ピンポン（2002年7月20日 監督：曽利文彦） - 海王学園・猫田 役
- 武勇伝（2003年3月22日 監督：清水厚） - 魯偉雄 役
- ラスト サムライ（2003年12月6日 監督：エドワード・ズウィック アメリカ映画） - 官軍兵士 役
- ゴジラ×モスラ×メカゴジラ 東京SOS（2003年12月13日 監督：手塚昌明） - 秋葉恭介 役[3]
- HERO? 天使に逢えば…（2004年6月12日 監督：鶴見昴介） - アキラ 役
- ムーンライト・ジェリーフィッシュ（2004年8月7日 監督：鶴見昴介） - 王 役
- ガチャポン（2004年9月18日 監督：内田英治） - 飯岡亮 役
- 魁!!クロマティ高校 THE☆MOVIE（2005年7月23日 監督：山口雄大） - 林田慎二郎 役
- NANA（2005年9月3日 監督：大谷健太郎） - ジャクソンホールマスター 役
- SHINOBI（2005年9月17日 監督：下山天） - 筑摩小四郎 役
- 殴者 NAGURIMONO（2005年9月23日 監督：須永秀明） - 虎走六 役
- 探偵事務所5" 5ナンバーで呼ばれる探偵達の物語（2005年11月26日 監督：林海象） - 探偵555 役
- 劇場版 仮面ライダーカブト GOD SPEED LOVE（2006年8月5日 監督：石田秀範） - 大和鉄騎 / 仮面ライダーケタロス 役
- ワイルド・スピードX3 TOKYO DRIFT（2006年9月16日 監督：ジャスティン・リン アメリカ映画） - ヤクザ 役
- エコエコアザラク R-page（2006年12月16日 監督：太一） - 山内隆 役
- 天まであがれ!!（2007年7月7日 監督：横山一洋） - 飯塚聡 役
- うん、何?（2008年5月17日 監督：錦織良成） - 稲田誠 役
- ハブと拳骨（2008年6月21日 監督：中井庸友） - 主演：安城銀 役
- ハード・リベンジ、ミリー（2008年8月9日 監督：辻本貴則） - ジャック 役
- SPARE （韓国公開：2008年8月28日 監督：イ・ソンハン 韓国映画） - 主演：佐藤誠一 役
- ICHI（2008年10月25日 監督：曽利文彦） - 邪光 役
- 激情版 エリートヤンキー三郎（2009年2月28日 監督：山口雄大） - 前田直也 役
- 喧嘩高校軍団 特攻!國士義塾VS.朝高（2009年4月18日 監督：金丸雄一） - 星山晃一(國士義塾高校應援団) 役
- THE CODE/暗号（2009年5月9日 監督：林海象） - 探偵555 役
- 年少バトルロワイヤル（2010年4月17日 監督：大月栄治）
- 忍邪（2010年6月19日 監督：千葉誠治）
- ハード・リベンジ、ミリー ブラッディバトル（2009年7月11日 監督：辻本貴則） - ジャック 役
- あしたのジョー（2011年2月11日 監督：曽利文彦） - ウルフ金串 役
- 女忍 KUNOICHI（2011年3月19日 監督：千葉誠治） - 霜月 役
- マッドドッグ（2011年10月22日 監督：辻裕之） - 少年時代のテツ(漁師の息子)
- BAD女（ガール）（2012年2月25日 監督：山鹿孝起）
- アイアンガール（2012年7月21日 監督：長嶺正俊） - クレイジー・ジョー 役
- 激動の疵（2012年7月28日 監督：浅生マサヒロ） - 主演・墨田組若頭 矢代龍二 役
- BUSHIDOMAN ブシドーマン（2013年6月5日 監督：辻本貴則） - 虎丸 役
- 特攻志願（2013年 監督：小野寺昭憲） - 藤井一 役
- HO〜欲望の爪痕〜（2014年1月11日 監督：柴田愛之助） - 川村 役
- かくて女神は笑いき「DIONE」（2014年7月19日 監督：畑井雄介）
- 新・極道の紋章（2014年7月26日 監督：山本芳久） - 帯清志郎 役 ※2以降は劇場公開なしのVシネマ（3まで出演）
- シュールな男（2015年9月29日 監督：柴田愛之助） ※ドリパスの企画による特別上映
- 忍者狩り（2015年10月24日 監督：千葉誠治） - 邪鬼 役[4]
- DRAGON BLACK（2015年12月19日 監督：石川二郎） - 主演・赤根龍斗 役
- IKUSA（2017年 監督：Hiroshi Azuma アメリカ短編映画） - 主演・日本兵士 役
- DAWN（2017年 監督：Amy Guggenheim アメリカ短編映画） - 主演
- Signals（2019年 監督：Shin Kimura アメリカ短編映画） - Dad 役
- 大阪闇金（2021年） - 北山組若頭
- 永遠の1分。（2022年 監督：曽根剛） - 漁港職員 役
- 7 Cemeteries（2024年10月アメリカ公開 監督：John Gulager アメリカ映画） - Stickface 役
- 日めくりの味（2024年10月4日公開 監督：松﨑巖夫） - 主演・桜木海生 役[5]
- Third Strike（2025年公開予定 監督：Sam Haskell アメリカ映画） - Blood Bro 役

### テレビドラマ
- ロング・ラブレター〜漂流教室〜（2002年、フジテレビ） - 侵入者・陽 役
- ロス:タイム:ライフ（2003年、BS-i）- 主演・修一 役
- ビギナー 第3話 第5話
- 富豪刑事 ‐伊東隆行 役
  - 富豪刑事デラックス ‐伊東隆行 役
- 犯人デカ〜殺人探偵・松戸 第4話 ‐有沢 役
- ミステリー民俗学者 八雲樹 第1話 ‐田久保勝太郎 役
- 東京ミチカ
- エリートヤンキー三郎（2007年、テレビ東京） - 前田直也 役
- 仮面ライダーカブト 最終話（2007年1月21日、テレビ朝日） - ヤマト 役
- 課長島耕作2（2008年10月1日、日本テレビ） - 盗撮男 役
- 特命係長 只野仁 4thシーズン 第34話（2009年1月22日、テレビ朝日）
- 名探偵の掟 第3話（2009年5月1日、テレビ朝日） - 江島渉　役
- BOSS 第9話（2009年6月11日、フジテレビ） - 西名啓介 役
- カルテット（2011年、毎日放送） - トカゲ役
- 月曜ゴールデン「緑川警部 VS 殺人トランプ」（2011年9月12日、TBS） - 山下 役
- クロヒョウ 龍が如く新章（2011年、テレビ東京） - 戸田直樹 役
- 水戸黄門第43部 第15話「助さん格さん大喧嘩 -下田-」（2011年10月31日、TBS） - 勝蔵 役
- クローバー（2012年、テレビ東京） - 京谷隆利 役
- ウルトラゾーン（2012年）
  - 第18話「公園清掃員の挑戦!」 - 虎太郎 役
  - 第20話「明日は、あっちだ!」 - ショウ 役
- プレイガール2012（2012年10月20日、ファミリー劇場）
- 女信長（2013年） - 前田利家 役
- フレネミー 〜どぶねずみの街〜（2013年、日本テレビ） - 鮫島 役
- ウルトラマンギンガ（2013年、テレビ東京） - 大里剛 役

### ウェブドラマ
- インファイト（2024年、MOV） - 児島役

### Vシネマ
- 哀憑歌 〜NU-MERI〜（2008年9月25日 監督：金丸雄一） - 須賀龍雄 役
- 新・首領への道 シリーズ（2008年 - 2009年、原作：村上和彦）全6作 -  大島賢次郎 役
  - 新・首領への道1-3（2008年） - 鶴政組若頭補佐→若頭→二代目鶴政組組長
  - 新・首領への道4（2009年） - 太鶴連合会会長
  - 新・首領への道5,6（2009年） - 主演・太鶴会会長
- 東京NEO魔悲夜1-3（2008年 - 2009年） - コヨーテ結城(ボクサー) 役
- 抜け忍（2009年8月28日 監督：千葉誠治）
- もう一つの柳川組 木槿(ムクゲ)の花（2009年）全2作 - 大崎三郎 役
- 九州激動の1520日 新・誠への道（2009年） - 二代目雄仁会三代目村富一家本部長 二代目川崎組組長 山城寿治
- 禁断の女子刑務所（2010年）
- 裏盃の軍団 第二部（2010年） - 大門組若頭補佐 赤城組組長 赤城伸治
- 裏盃の軍団 第三部（2010年） - 正木組若頭補佐 赤城伸治
- 新・日本暴力地帯（2010年、原作：村上和彦） - 主演・矢野組若頭補佐 鬼頭清次
- 新・日本暴力地帯 第二章（2010年、原作：村上和彦） - 主演・六代目大和田組会長島村剛造の闇の代行 鬼頭清次
- 実録マフィアンヤクザ DIRTYCONNECTION（2010年） - 永嶋組組長代行 野原エイジ
- 不動 （2011年）全2作 - 関東木曜会江戸坂組若頭 棚下洋司
- 新・野望の軍団1-3（2011年、原作：村上和彦） - 吉川ケンジ（→天龍会若頭）
- 修羅の覇道 完結編（2011年） - 五代目立花組若頭 山之内栄作
- BLOODY APOCALYPSIS 鮮血の黙示録（2011年） - 主演・庄司猟
- 凶という名の極道1-3（2012年） - 主演・凶忍 役
- 新・年少バトルロワイヤル1-3（2013年,2014年） - 窪田直人 役
- 新・喧嘩高校軍団 義士高VS．民族高（2013年） - 関東義士高校 応援団員 根本崇仁
- 新・極道の紋章1 - 3（2014年） - 二代目美濃部組若頭 帯清志郎(美濃部頼三の異父弟) 役

### CM
- LEVI'S
- NIKE
- 濵田酒造（海童）
- GUINNESS（GUINNESS BEER）
- REPROGRAM（日本テレビシュガーヒルストリート番宣TVCF）

### PV
- Merry Christmas Mr. Lawrence（AI）
- 殴者（田中雄一郎）
- I am…（千里-chisato-）[6]